# Kamille (Tripleurospermum)
 For alternative betydninger, se Kamille (Matricaria).
Kamille (Tripleurospermum) er en lille slægt med under 10 arter, som er udbredt i tempererede egne af Europa, Asien og Nordamerika. Det er glatte, urteagtige planter, der har 3-dobbelt fjersnitdelte blade med trådagtige småblade. Kurvesvøbet består af taglagte blade og kurvebunden er hvælvet og svampeagtig. Kurvenes blomster består af rørformede, gule skivekroner og tungeformede, hvide randkroner. Frugterne er nødder uden fnok. Der er betydelig forvirring om forholdet mellem arterne inden for gruppen "Kamille", men de kan adskilles ved, at arter af slægten Tripleurospermum har 3 ribber på langs ad hvert frø, mens frø hos arterne af Matricaria har 4 eller 5.
Her omtales kun de arter, som er almindeligt forekommende i Danmark.
| Arter |

- Lugtløs Kamille (Tripleurospermum perforatum) – syn.: Matricaria inodora eller Matricaria perforata
- Strand-Kamille (Tripleurospermum maritimum)
- Tripleurospermum caucasicum